# ابراهیم زاید
ابراهیم زاید (انگلیسی: Ibrahim Zaid؛ زادهٔ ۲۲ ژانویهٔ ۱۹۹۰) یک بازیکن فوتبال اهل عربستان سعودی است.
از باشگاه‌هایی که در آن بازی کرده‌است می‌توان به الشباب عربستان، الهلال عربستان، و الفیصلی عربستان اشاره کرد.